# Direção - Social-Democracia
O Direção – Social-Democracia (em eslovaco: Smer – sociálna demokracia, SMER–SD) é um partido político populista e nacionalista de esquerda da Eslováquia liderado pelo primeiro-ministro Robert Fico.
Fundado por Fico em 1999 como uma divisão do pós-comunista Partido da Esquerda Democrática, o SMER inicialmente se definiu como um partido de terceira via. Adotou o epíteto Social-Democracia depois de se fundir com vários partidos menores de centro-esquerda em 2005. O SMER dominou a política eslovaca de 2006 a 2020, liderando dois governos de coalizão (2006–2010, 2016–2020) e um governo de partido único (2012–2016). Durante os seus 12 anos no comando continuou a integração europeia da Eslováquia, desfez reformas liberalistas dos governos de centro-direita anteriores e introduziu várias medidas de bem-estar social. Governos liderados pelo SMER têm sido associados a escândalos de corrupção e foram acusados por adversários de terem resultado em uma deterioração da estado de direito na Eslováquia.
Depois das eleições parlamentares de 2020 (onde o SMER voltou à oposição), as autoridades eslovacas investigaram uma série de crimes relacionados à corrupção envolvendo vários de seus políticos e indivíduos supostamente ligados ao partido, com um total de 42 deles sendo condenados. No congresso do partido em julho de 2020, após uma grande divisão interna (que resultou na fundação de um novo partido nomeado Voz – Social-Democracia, ou HLAS–SD), Fico anunciou uma mudança para "a rústica social-democracia que percebe as especificidades da realidade eslovaca". Pós-2020, o SMER mantém posições que foram descritas como nacionalistas, populistas e russófilas.
Em 2023, o SMER ganhou a eleição parlamentar com 23% dos votos e 42 assentos no parlamento Conselho Nacional e, posteriormente, formou o quarto gabinete de Robert Fico.

## Ideologia
O SMER foi reconhecido como um partido social-democrata de esquerda. Contudo, diverge da tradição social-democrata da Europa Ocidental por sua rejeição dos valores pós-materialistas. Ademais, foi descrito como antissistema, nacionalista e populista de esquerda.

### Política econômica
O SMER defende políticas econômicas de esquerda. Suas principais propostas econômicas focam no estabelecimento de um estado de bem-estar e no apoio aos mais pobres na Eslováquia. Também promove políticas distributivas, como o aumento do imposto corporativo e do imposto de renda para os mais ricos.
O SMER também adere ao nacionalismo econômico; o analista político eslovaco Grigorij Mesežnikov observou que "SMER subscreve abertamente o estatismo como base do seu perfil político e defende o forte papel do governo em várias áreas" e chamou a sua política econômica de "paternalismo estatista", ao mesmo tempo que argumenta que o partido também representa "políticas socioeconômicas baseadas em valores sociais-democratas". Robert Fico, o líder do partido, argumentou que o governo deve ser "o pai de todos os cidadãos" e afirmou que é necessário um Estado forte para melhorar as condições socioeconômicas dos cidadãos eslovacos.
O partido apresenta as suas políticas econômicas como sendo "sociais" e "pró-pessoas comuns", e as suas propostas incluem também a introdução de taxas diferenciadas de IVA, a substituição da taxa fixa de imposto sobre o rendimento por uma progressiva e a redução do imposto especial sobre o consumo de óleos combustíveis. No que diz respeito ao sistema de saúde eslovaco, o partido defendeu a proibição da manipulação, bem como a suspensão da privatização do sistema de saúde público. Também se comprometeu a cancelar o pagamento de mensalidades para estudantes universitários regulares e a estabelecer um salário mínimo dinâmico que seria fixado em 60% do salário médio. O partido critica fortemente outros partidos eslovacos, acusando-os de implementar políticas "anti-sociais" que negligenciam os pobres e ao mesmo tempo beneficiam os ricos. Robert Fico argumentou que a política econômica neoliberal de Mikuláš Dzurinda jogou a Eslováquia "de volta à década de 1930".
Na sua retórica econômica, o SMER também ataca frequentemente os monopólios, argumentando que o aumento dos preços do gás é causado pela "implacável política de preços dos monopólios" que estão a "ganhar lucros exorbitantes". O partido também critica o setor bancário, afirmando que os bancos eslovacos tendem a cobrar taxas de serviço injustamente elevadas; o partido se diz disposto a proibir ou limitar as taxas de serviço dos bancos eslovacos. No que diz respeito aos bancos eslovacos, Robert Fico disse: "Os bancos que operam na Eslováquia devem perceber que operam no território de um Estado soberano que deve utilizar todos os meios disponíveis para exercer pressão sobre o setor bancário". Em resposta às críticas às suas observações, Fico também argumentou que os adversários políticos do SMER estão "transmitindo os receios das empresas internacionais e dos grupos financeiros que literalmente governam este país e agora compreenderam que, uma vez implementado o nosso programa, a corrida do ouro na Eslováquia acabará".

### Política social
O SMER mantém postura nacional e socialmente conservadora, com um histórico de declarações anti-LGBT+, anticiganismo, anti-islamismo e anti-imigração. Proclama forte oposição ao liberalismo cultural, defendendo valores familiares tradicionais e concorrendo pelo voto do eleitorado patriota.

### Política externa
O SMER se mantém russófilo e eurocético na política externa; contudo afirma apoiar a presença da Eslováquia na UE e na OTAN. O partido expressa forte sentimento antiatlanticista, especialmente anti-EUA, chegando a espalhar propaganda russa.
Quanto a guerra russo-ucraniana, o SMER defende o fim da ajuda militar à Ucrânia e das sanções contra a Rússia. Interpreta a guerra russo-ucraniana como uma guerra por procuração entre os EUA e a Rússia. Declara que a guerra foi provocada em 2014 pelo "extermínio de cidadãos russos por fascistas ucranianos".
Em seu manifesto de política externa, o SMER defende conciliação com países com uma "forma de governo diferente da democracia parlamentar", citando China e Vietnã. Enquanto primeiro-ministro, Fico elogiou a forma de governo de ambos os países e chamou a da Eslováquia de bagunçada e não competitiva. Em 2007, Fico visitou o então líder da Líbia, Muammar Gaddafi, discutindo a "luta contra o imperialismo mundial".

## Resultados Eleitorais

### Eleições legislativas
| Data | Cl. | Votos     | %     | +/-  | Deputados | +/- | Status   |
| ---- | --- | --------- | ----- | ---- | --------- | --- | -------- |
| 2002 | 3.º | 387.100   | 13,5% |      | 25 / 150  |     | Oposição |
| 2006 | 1.º | 671.185   | 29,1% | 15,6 | 50 / 150  | 25  | Governo  |
| 2010 | 1.º | 880.111   | 34,8% | 5,7  | 62 / 150  | 12  | Oposição |
| 2012 | 1.º | 1.134.280 | 44,4% | 9,6  | 83 / 150  | 21  | Governo  |
| 2016 | 1.º | 737.481   | 28,3% | 16,1 | 49 / 150  | 34  | Governo  |
| 2020 | 2.º | 527.172   | 18,3% | 10,0 | 38 / 150  | 11  | Oposição |
| 2023 | 1.º | 681.017   | 23%   | 4,7  | 42 / 150  | 4   | Governo  |

### Eleições europeias
| Data | Cl. | Votos   | %     | +/-  | Deputados | +/- |
| ---- | --- | ------- | ----- | ---- | --------- | --- |
| 2004 | 3.º | 118.535 | 16,9% |      | 3 / 14    |     |
| 2009 | 1.º | 264.722 | 32%   | 15,1 | 5 / 13    | 2   |
| 2014 | 1.º | 135.089 | 24,1% | 7,9  | 4 / 13    | 1   |
| 2019 | 2.º | 154.996 | 15,7% | 8,4  | 3 / 14    | 1   |
| 2024 | 2.º | 365.794 | 24,7% | 9,0  | 5 / 15    | 2   |

### Eleições presidenciais
| Data | Candidato(a)               | 1.º turno | 1.º turno | 1.º turno | 2.º turno | 2.º turno | 2.º turno |
| Data | Candidato(a)               | Votos     | %         | Cl.       | Votos     | %         | Cl.       |
| ---- | -------------------------- | --------- | --------- | --------- | --------- | --------- | --------- |
| 2004 | Ivan Gašparovič (apoiado)  | 442.564   | 22,3%     | 2.º       | 1.079.592 | 60%       | 1.º       |
| 2009 | Ivan Gašparovič (apoiado)  | 876.061   | 46,7%     | 1.º       | 1.234.787 | 55,5%     | 1.º       |
| 2014 | Robert Fico                | 531.919   | 28%       | 1.º       | 893.841   | 40,6%     | 2.º       |
| 2019 | Maroš Šefčovič (apoiado)   | 400.379   | 18,7%     | 2.º       | 752.403   | 41,6%     | 2.º       |
| 2024 | Peter Pellegrini (apoiado) | 834.718   | 37%       | 2.º       | 1.409.255 | 53,1%     | 1.º       |